# Oxyparius isomalus
Oxyparius isomalus är en loppart som först beskrevs av James Waterston 1915.  Oxyparius isomalus ingår i släktet Oxyparius och familjen fladdermusloppor. Inga underarter finns listade i Catalogue of Life.